# Eileen (film)
Eileen är en amerikansk-brittisk psykologithrillerfilm, baserad på Ottessa Moshfeghs roman från 2015, som hade biopremiär i USA den 1 december 2023. Filmen är regisserad av William Oldroyd, med manus skrivet av romanförfattaren Ottessa Moshfegh  tillsammans med maken Luke Goebel. Filmens huvudroller spelas av Thomasin McKenzie, Shea Whigham, Marin Ireland, Owen Teague, och Anne Hathaway.

## Handling
Filmens handling utspelar sig i den amerikanska delstaten Massachusetts under 1960-talet, och kretsar kring en ung, skör och säregen kvinna vid namn Eileen Dunlop, som bor i ett smutsigt och nergånget hem tillsammans med sin alkoholiserade far. Dunlop jobbar på en ungdomsanstalt för stökiga tonårspojkar. När en blond och elegant kvinna vid namn Rebecca Saint John sedan ansluter sig till ungdomsanstaltens personal, så blir Eileen hänförd av henne. Efter att ha dragit sig mer och mer till den vackra, starka och förtrollande Rebecca, så blir Dunlop sedan indragen i brottslighet.

## Rollista
| Thomasin McKenzie    | – Eileen Dunlop      |
| Shea Whigham         | – Jim Dunlop         |
| Marin Ireland        | – Mrs. Polk          |
| Owen Teague          | – Randy              |
| Anne Hathaway        | – Rebecca Saint John |
| Sam Nivola           | – Lee Polk           |
| Siobhan Fallon Hogan | – Mrs. Murray        |
| Tonye Patano         | – Mrs. Stevens       |
| Peter McRobbie       | – Warden             |
| Peter von Berg       | – Dr. Frye           |
| Jefferson White      | – Buck Warren        |